# Georgine Knuth
Georgine komtesse Knuth (19. marts 1856 på Rungstedgård ved Hørsholm – 12. august 1940) var en dansk adelsdame og skolebestyrer.
Hun var datter af greve Sigismund Knuth til Store Grundet (død 1885) og hustru Elise f. Lüttichau (død 1874), tog skolelærerindeeksamen 1887, var forstanderinde for N. Zahles Seminarieskole og medlem af bestyrelsen for N. Zahles Skole fra 1909 samt kasserer for samme.